# Lijst van voetbalinterlands Bosnië en Herzegovina - Verenigde Staten
Deze lijst van voetbalinterlands is een overzicht van alle officiële voetbalwedstrijden tussen de nationale teams van Bosnië en Herzegovina en de Verenigde Staten. De landen speelden tot op heden drie keer tegen elkaar. De eerste ontmoeting, een vriendschappelijke wedstrijd, werd gespeeld in Sarajevo op 14 augustus 2013. Het laatste duel, eveneens een vriendschappelijke wedstrijd, vond plaats op 18 december 2021 in Carson.

## Wedstrijden
| № | Plaats   | Datum            | Competitie        | Wedstrijd                                | Uitslag |
| - | -------- | ---------------- | ----------------- | ---------------------------------------- | ------- |
| 1 | Sarajevo | 14 augustus 2013 | Vriendschappelijk | Bosnië en Herzegovina – Verenigde Staten | 3 – 4   |
| 2 | Carson   | 28 januari 2018  | Vriendschappelijk | Verenigde Staten − Bosnië en Herzegovina | 0 − 0   |
| 3 | Carson   | 18 december 2021 | Vriendschappelijk | Verenigde Staten − Bosnië en Herzegovina | 1 − 0   |

## Samenvatting
| Competitie        | Totaal gespeeld | Winst Bosnië en Her. | Gelijk | Winst Verenigde Staten | Doelsaldo Bosnië en Her. – Verenigde Staten |
| ----------------- | --------------- | -------------------- | ------ | ---------------------- | ------------------------------------------- |
| Vriendschappelijk | 3               | 0                    | 1      | 2                      | 3 − 5                                       |
| Totaal            | 3               | 0                    | 1      | 2                      | 3 − 5                                       |

Wedstrijden bepaald door strafschoppen worden, in lijn met de FIFA, als een gelijkspel gerekend.

## Details

### Eerste ontmoeting
| Vriendschappelijk (Sarajevo, Bosnië en Herzegovina, 14 augustus 2013):           |       |                                                                         |
| Bosnië en Herzegovina                                                            | 3 – 4 | Verenigde Staten                                                        |
| Edin Džeko 8' Vedad Ibišević 30' Edin Džeko 90'                                  | goals | 55' Eddie Johnson 59' Jozy Altidore 85' Jozy Altidore 86' Jozy Altidore |
| - Debuut van Ermin Bičakčić (Eintracht Braunschweig) voor Bosnië en Herzegovina. |       |                                                                         |

N/FS BiH · A-internationals · Bondscoaches · Statistieken · Bosnisch vrouwenelftal · Bosnië U23 · Bosnië U21 · Bosnië U19 · Bosnië U18 · Bosnië U17 · Bosnië U16
1995 – 1999 ·
2000 – 2009 ·
2010 – 2019 ·
2020 − 2029
WK 2014
1995 · 
1996 · 
1997 · 
1998 · 
1999 · 
2000 · 
2001 · 
2002 · 
2003 · 
2004 · 
2005 · 
2006 · 
2007 · 
2008 · 
2009 · 
2010 · 
2011 · 
2012 · 
2013 · 
2014 · 
2015 · 
2016 · 
2017 · 
2018 ·
2019 ·
2020 ·
2021 ·
2022 ·
2023 ·
2024
Albanië ·
Algerije ·
Andorra ·
Argentinië ·
Armenië ·
Azerbeidzjan ·
Bahrein ·
Bangladesh ·
België ·
Brazilië · 
Bulgarije ·
Chili ·
China ·
Costa Rica ·
Cyprus ·
Denemarken ·
Duitsland ·
Egypte ·
Engeland ·
Estland ·
Faeröer ·
Finland ·
Frankrijk ·
Georgië ·
Ghana ·
Gibraltar ·
Griekenland ·
Hongarije ·
Ierland · 
IJsland ·
Indonesië ·
Iran ·
Israël ·
Italië ·
Ivoorkust ·
Japan ·
Joegoslavië · 
Jordanië ·
Kazachstan ·
Koeweit ·
Kroatië ·
Letland ·
Liechtenstein ·
Litouwen ·
Luxemburg ·
Maleisië ·
Malta ·
Mexico ·
Moldavië ·
Montenegro ·
Nederland ·
Nigeria ·
Noord-Ierland ·
Noord-Macedonië ·
Noorwegen ·
Oekraïne ·
Oezbekistan ·
Oman ·
Oostenrijk ·
Paraguay ·
Polen ·
Portugal ·
Qatar ·
Roemenië ·
San Marino ·
Schotland ·
Senegal ·
Servië en Montenegro ·
Slovenië ·
Slowakije ·
Spanje ·
Tsjechië ·
Tunesië · 
Turkije ·
Verenigde Staten · 
Vietnam ·
Wales ·
Wit-Rusland ·
Zimbabwe ·
Zuid-Korea ·
Zweden ·
Zwitserland
Argentinië (2014) ·
Iran (2014) ·
Nigeria (2014)
USSF · A-internationals · Selecties · Bondscoaches · Amerikaans vrouwenelftal · Olympisch elftal · USA -21 · USA -20 · USA -19 · USA -18 · USA -17
1885 – 1919 · 
1920 – 1929 · 
1930 – 1939 · 
1940 – 1949 · 
1950 – 1959 · 
1960 – 1969 · 
1970 – 1979 · 
1980 – 1989 · 
1990 – 1999 · 
2000 – 2009 · 
2010 – 2019 ·
2020 − 2029
CA 1993 · 
CA 1995 · 
CA 2007 · 
CA 2016
CC 1992 · 
CC 1999 · 
CC 2003 · 
CC 2009
WK 1930 · 
WK 1934 · 
WK 1950 · 
WK 1990 · 
WK 1994 · 
WK 1998 · 
WK 2002 · 
WK 2006 · 
WK 2010 · 
WK 2014
OS 1904 · 
OS 1924 · 
OS 1928 · 
OS 1936 · 
OS 1948 · 
OS 1952 · 
OS 1956 · 
OS 1972 · 
OS 1984 · 
OS 1988 · 
OS 1992 · 
OS 1996 · 
OS 2000 · 
OS 2008
Algerije ·
Antigua en Barbuda ·
Argentinië ·
Armenië ·
Australië ·
Azerbeidzjan ·
Barbados ·
België ·
Belize ·
Bermuda ·
Bolivia ·
Bosnië en Herzegovina ·
Brazilië ·
Canada ·
Chili ·
China ·
Colombia ·
Costa Rica ·
Cuba ·
Curaçao ·
Denemarken ·
DDR ·
Duitsland ·
Ecuador ·
Egypte ·
El Salvador ·
Engeland ·
Estland ·
Finland ·
Frankrijk ·
Ghana ·
GOS ·
Grenada ·
Griekenland ·
Guatemala ·
Guyana ·
Haïti ·
Honduras ·
Hongarije ·
Ierland ·
IJsland ·
Iran ·
Israël ·
Italië ·
Ivoorkust ·
Jamaica ·
Japan ·
Joegoslavië ·
Kaaimaneilanden ·
Kameroen ·
Koeweit ·
Letland ·
Liechtenstein ·
Luxemburg ·
Malta ·
Marokko ·
Martinique ·
Mexico ·
Moldavië ·
Nederland ·
Nederlandse Antillen ·
Nicaragua ·
Nieuw-Zeeland ·
Nigeria ·
Noord-Ierland ·
Noord-Korea ·
Noord-Macedonië ·
Noorwegen ·
Oekraïne ·
Oezbekistan ·
Oman ·
Oostenrijk ·
Panama ·
Paraguay ·
Peru ·
Polen ·
Portugal ·
Puerto Rico ·
Qatar ·
Roemenië ·
Rusland ·
Saint Kitts en Nevis ·
Saint Vincent en de Grenadines ·
Saoedi-Arabië ·
Schotland ·
Servië ·
Slovenië ·
Slowakije ·
Sovjet-Unie ·
Spanje ·
Thailand ·
Trinidad en Tobago ·
Tsjechië ·
Tsjecho-Slowakije ·
Tunesië ·
Turkije ·
Uruguay ·
Venezuela ·
Wales ·
Zuid-Afrika ·
Zuid-Korea ·
Zweden ·
Zwitserland
Algerije (2010) ·
België (2014) ·
Brazilië (2009, 2) ·
Duitsland (2014) ·
Engeland (2010) ·
Ghana (2006) · 
Ghana (2014) · 
Italië (2006) · 
Nederland (2022) ·
Portugal (2014) ·
Slovenië (2010) ·
Tsjechië (2006)